# Tourismusstrategie
Eine Tourismusstrategie ist eine politische Strategie zur Entwicklung des Tourismus in einer Destination oder Verwaltungseinheit und bildet die Grundlage für tourismuspolitisches Handeln.
Eine Tourismusstrategie basiert auf einer aktuellen Situationsanalyse, formuliert eine Vision für die gewünschte Situation in einem bestimmten Zeithorizont, definiert Ziele für die Zukunft, beinhaltet einen Aktions- und Zeitplan sowie ein Indikatorenset für Monitoring und Evaluation der Strategieumsetzung und legt Zuständigkeiten sowie Koordinations- und Kooperationsstrukturen fest.
Eine Tourismusstrategie ist notwendig, um Destinationen wettbewerbsfähig zu gestalten und den Tourismus auf tourismusrelevante Veränderungen und Entwicklungen einzustellen. Sie stellt die Grundlage für strategisches tourismuspolitisches Handeln in der Destination dar und ist eine Orientierungshilfe für alle relevanten Akteure.

## Strategieplanung
Elemente einer Tourismusstrategie sind die Situationsanalyse, mit der durch die SWOT-Analyse und das Benchmarking die aktuelle Situation beschrieben wird, auf den kontinuierlichen Vergleich mit anderen Destinationen geachtet wird und Prognosen gestellt werden.
1. Voraussetzungen für erfolgreiches Wirtschaften schaffen
  - effiziente Tourismusförderung betreiben, Impulse geben
  - Rahmenbedingungen verbessern, Voraussetzungen schaffen
2. Standortattraktivität erhöhen
  - Arbeitskräfte aus- und weiterbilden, Kompetenzvorsprung zur Konkurrenz
  - Strukturwandel fördern, Infrastruktur schaffen
  - touristischen Erlebniswert erhöhen
  - Qualität der Dienstleistungen verbessern, Preisnachteile kompensieren
3. Konfliktpotenziale abbauen
  - Umwelt und Natur schonen, die touristische Grundlage erhalten
  - Raum ordnen und nachhaltig nutzen, Zukunftsoptionen offenhalten
  - Tourismusbewusstsein in der Bevölkerung stärken, die Gastfreundschaft erhöhen
4. Marktauftritt der Tourismuswirtschaft stärken
  - Kooperation fördern, Effizienz steigern
  - integrierte Marktbearbeitung unterstützen, Schlüssel zum Markt optimieren
  - Instrumente zur Beobachtung der Tourismusentwicklung schaffen, d. h. Erfolgskontrolle ermöglichen[1]

Ebenfalls zu den Kernpunkten gehören die Schwerpunkte der einzelnen Tourismusstrategien, die jeweiligen Zielgruppen, Maßnahmen und Aktionspläne, um einzelne Themengebiete weiterzuentwickeln und zu verbessern, sowie Budgetplanung und -verwaltung, die Umsetzung der beschlossenen und konzipierten Strategie, die Berichtspflichten und auch die Kontrolle durch Monitoring und Evaluation.
Die Wirkungsdauer beträgt meist 5–15 Jahre und ist damit mittelfristig. Bei den Wirkungsräumen von Tourismusstrategien unterscheidet man in Destinationen (Bsp.: Wattenmeer, Hunsrück), welche aufgrund landschaftlicher Gegebenheiten vom Markt definiert werden und Verwaltungseinheiten (Bsp.: Staaten, Bundesländer/Provinzen oder Kommunen), welche durch die politische Administration definiert werden.

## Entstehungsprozess
Eine erfolgreiche Tourismusstrategie entsteht in einem Konsultationsprozess unter Beteiligung der für ihre Umsetzung relevanten Akteure. Tourismusstrategien werden von den verantwortlichen politischen Akteuren der Destination (i. d. R. Destinationsmanagement-Organisation) oder Verwaltungseinheit (oft Wirtschaftsreferat der jeweiligen Administrative) initiiert, dabei wird neben der verantwortlichen Destinationsmarketingagentur oder Tourismusberatungsunternehmen mit zahlreichen Akteuren zusammengearbeitet, u. a.:
- Fachleute aus den Bereichen Wirtschaft, Naturschutz, Verkehr und Tourismus;

- Politische Vertreter, vorwiegend aus den Ressorts für Wirtschaft, Umwelt, Verkehr, und Tourismus;

- Praxisvertreter wichtiger privater und öffentlicher Tourismuseinrichtungen der Destination.

Es werden Sekundärdaten über die Tourismussituation ausgewertet und häufig auch neue Primärdaten erhoben. Wichtige statistische Daten sind dabei Übernachtungen, Tagestouristen, Besuchszahlen wichtiger Veranstaltungen der Destination, Verkehrsmittelnutzung, Geschäftsreisen aber auch soziographische und interessensbezogene Informationen zu den Besuchern der Destination (Zielgruppen). Die Erarbeitung der Strategie kann je nach Ambition, Vorgeschichte, Umfang der Partizipation und Ausdehnung des Wirkungsraums ein bis zwei Jahre dauern.

## Umsetzungsprozess
Die Umsetzung der Tourismusstrategie wird meist von dem tourismuspolitisch federführenden Ministerium koordiniert und kontrolliert. Gemeinsam mit lokalen Tourismusorganisationen, regionalen Akteuren, Kammern und Verbänden sind sie für die Zuständigkeitsbereiche und Aufgaben verantwortlich. Die Finanzierung und Förderung wird ebenfalls durch das zuständige Ministerium geleistet. Für das Monitoring und die anschließende Evaluation ist das Qualitätsmanagement (beinhaltet Balanced Scorecard, Marktforschung, Nachfragemonitor und Marketingmonitor) der einzelnen Destinationen zuständig und wird ebenfalls vom Ministerium überwacht.

## Tourismusstrategien auf unterschiedlichen politischen Ebenen

### Tourismusstrategie auf UN-Ebene
Tourismus spielt in der Agenda 21 keine nennenswerte Rolle. Die Vereinten Nationen haben auf der UN-Sondergeneralversammlung zur Diskussion der Umsetzung der Agenda 21 „Rio+5“ 1997 in New York angesichts der Bedeutung des Tourismus für nachhaltige Entwicklung die Kommission der Vereinten Nationen für Nachhaltige Entwicklung (CSD) beauftragt, ein „handlungsorientiertes internationales Arbeitsprogramm zu nachhaltiger Tourismusentwicklung“ vorzulegen. Das daraufhin auf der 7. Sitzung der CSD 1999 von Regierungsvertretern verabschiedete Arbeitsprogramm erwies sich als ausgesprochen anspruchsvoll und richtungsweisend.
Es war im Arbeitsprogramm vorgesehen, das Programm im Jahr 2002 auf dem „Rio+10“-Weltgipfel für nachhaltige Entwicklung in Johannesburg zu evaluieren (über diese Auswertung liegen keine Informationen vor). Die UN entwickelte auf selbigem Weltgipfel die Grundidee für 10-Jahres-Rahmenprogramme für nachhaltige Konsum- und Produktionsweisen, die auch den Tourismus einschließen. In den darauffolgenden Jahren 2003 bis 2011 wurde das Programm in der als „Marrakesch-Prozess“ bekannten Implementierungsphase ausgearbeitet.  Für den Tourismus zuständig war dabei die 2006 gegründete International Task Force on Sustainable Tourism Development (ITF-STD), eine aus 18 Staaten und 25 Organisationen bestehende Arbeitsgruppe unter der Leitung Frankreichs. Durch sie wurden 40 Projekte in verschiedenen Bereichen auf den Weg gebracht. 2011 ging die ITF-STD in die Global Partnership for Sustainable Tourism über, welche die gleichen Aufgabenbereiche und Programme wie ihre Vorgängerin hat, aber über eine breitere finanzielle Basis verfügt.
Auf der „Rio+20“-Konferenz in Rio de Janeiro 2012 wurde schließlich das 10 Year Framework Programme (10YFP) beschlossen, unter dessen Dach seit 2014 das von der UNWTO koordinierte „10YFP on Sustainable Tourism“ läuft. Dieses verfolgt die politische Verankerung nachhaltiger Konsum- und Produktionsweisen im Tourismussektor, die Zusammenarbeit von Tourismusakteuren zur Verbesserung der Nachhaltigkeit des Sektors, die Minimierung negativer und Maximierung positiver Auswirkungen von Tourismus sowie die finanzielle Förderung eines nachhaltigen Tourismus.

### Tourismusstrategie auf EU-Ebene
Die Europäische Kommission hat 2010 durch die Mitteilung „Europa – wichtigstes Reiseziel der Welt: ein neuer politischer Rahmen für den europäischen Tourismus“ im Rahmen ihrer begrenzten tourismuspolitischen Zuständigkeiten einen Aktionsrahmen mit Maßnahmen vorgelegt. Ein dazugehöriger Umsetzungsplan wird regelmäßig aktualisiert.

### Tourismusstrategie für Deutschland
Deutschlands föderale Verfassung weist die tourismuspolitische Kernkompetenz den Ländern zu. Im Rahmen der begrenzten Zuständigkeit des Bundes wurden 2009 folgende tourismuspolitische Leitlinien durch Bundesregierung und Bundestag verabschiedet, die in neun Handlungsfelder gegliedert sind:
Wirtschaftsfaktor Tourismus
Der Tourismus hat in Deutschland eine hohe volkswirtschaftliche Bedeutung, da er als Wachstumsmotor gilt und gleichzeitig erheblich zum Image Deutschlands beiträgt. Die Bundesregierung strebt deshalb eine kontinuierliche Stärkung des Tourismus an, wofür gezielte Vermarktungsstrategien erforderlich sind.
Rahmenbedingungen
Innerhalb der einzelnen Politikfelder soll angemessen Rücksicht auf die Belange der Tourismuswirtschaft genommen werden, destinationsbedingte Wettbewerbsverzerrungen sollen vermieden werden, Unternehmen sollen von überflüssiger Bürokratie entlastet werden und Barrierefreiheit soll als Ziel gestärkt werden. Besonders wichtig für den deutschen Tourismus ist das Engagement auf internationaler Ebene in der Welttourismusorganisation (UNWTO), in der Organisation für wirtschaftliche Zusammenarbeit und Entwicklung (OECD) und in den Fachkonferenzen der Vereinten Nationen zu tourismuspolitischen Themen.
Hierzu gehören ebenfalls der Umwelt- und Klimaschutz sowie der Schutz von Kindern vor sexueller Ausbeutung im Tourismus.
Nachhaltigkeit
Deutschland steht für einen nachhaltigen Tourismus, der in sozialer, kultureller, ökologischer und wirtschaftlicher Sicht ethisch vertretbar und erfolgreich ist. Deutschland verfügt über eine “anspruchsvolle Klimapolitik und über ein vergleichsweise hohes Umweltbewusstsein”, was langfristig Wettbewerbsvorteile schafft, besonders in Hinsicht auf die durch den Klimawandel verlagerten Reiseströme. Für den Erhalt dieser Vorteile ruft die Bundesregierung alle Akteure auf, einen nachhaltigen Umgang mit Natur und Umwelt beizubehalten und zu stärken.
Demografischer Wandel
Die Chancen des demografischen Wandels für den Tourismus sollen optimal genutzt werden. Ältere Menschen haben andere Konsumbedürfnisse und sind gesünder, aktiver und mobiler als früher, weshalb Wellness- und Gesundheitstourismus als Wachstumsmärkte gelten. Eine Chance sieht die Bundesregierung in einem stärkeren Miteinander zwischen Jung und Alt und ruft die Tourismusbranche dazu auf, generationsübergreifende Angebote zu schaffen und die Infrastruktur anzupassen.
Qualität
Die Globalisierung hat die Anforderungen verändert, den Wettbewerb in der Tourismuswirtschaft verschärft und gleichzeitig durch die neuen Kundengruppen auch Chancen geschaffen. Deutschland soll sich noch intensiver auf diese neuen Reisegruppen einstellen und für hervorragende Qualität der touristischen Leistungen stehen, wofür eine konstante Qualitätssteigerung und Transparenz von Bedeutung sind. Hierbei weist die Bundesregierung im Besonderen auf eine Verbesserung von Barrierefreiheit, Familienfreundlichkeit und Gastfreundschaft hin.
Qualifizierung
Die Qualifizierung der im Tourismus Beschäftigten soll verbessert werden und die Attraktivität der tourismuszugehörigen Arbeitsplätze soll verstärkt werden, da der Mangel an Nachwuchs durch den demografischen Wandel noch weiter steigt.
„Produkt Deutschland“
Deutschland soll als ein touristisches Produkt gesehen werden mit einer hohen Qualität, die besonders in der Verkehrsinfrastruktur zu bemerken ist. Als Deutschlands Stärken gelten Kultur- und Städtereisen, Geschäftsreisen und Erholungstourismus.
Ziel ist es, alle Bevölkerungskreise am Tourismus teilhaben zu lassen, auch wenn diese gesundheitliche, soziale oder finanzielle Einschränkungen haben.

### Übersicht Tourismusstrategien der Bundesländer (Deutschland)
| Bundesländer           | Name der Tourismusstrategie                                                                                          |
| ---------------------- | --- |
| Baden-Württemberg      | Tourismuskonzept Baden-Württemberg                                                                                   |
| Bayern                 | Tourismuspolitisches Konzept der Bayerischen Staatsregierung                                                         |
| Berlin                 | Tourismuskonzept Berlin                                                                                              |
| Brandenburg            | Landestourismuskonzeption Brandenburg 2011–2015                                                                      |
| Bremen                 | Tourismuskonzept Land Bremen 2015                                                                                    |
| Hamburg                | Marketingplan 2010–2015 – Hamburg Tourismus GmbH                                                                     |
| Hessen                 | Tourismuspolitischer Handlungsrahmen Hessen 2007 & Strategischer Marketingplan für den Tourismus in Hessen 2014–2018 |
| Mecklenburg-Vorpommern | Landestourismuskonzeption Mecklenburg-Vorpommern 2010                                                                |
| Niedersachsen          | Touristische Entwicklungsstrategie Niedersachsen 2015                                                                |
| Nordrhein-Westfalen    | Masterplan Tourismus Nordrhein-Westfalen                                                                             |
| Rheinland-Pfalz        | Tourismusstrategie 2015                                                                                              |
| Saarland               | Tourismusstrategie Saarland 2025                                                                                     |
| Sachsen                | Tourismusstrategie Sachsen 2015                                                                                      |
| Sachsen-Anhalt         | Masterplan Tourismus Sachsen-Anhalt 2020                                                                             |
| Schleswig-Holstein     | Tourismusstrategie Schleswig-Holstein 2025                                                                           |
| Thüringen              | Landestourismusstrategie Thüringen 2025                                                                              |

## Tourismusstrategien für Destinationen
Neben den vorgenannten Tourismusstrategien für Verwaltungseinheiten haben viele Destinationen, welche sich je nach betrachteter politischer Ebene oft über mehrere Verwaltungseinheiten ausdehnen, ebenfalls Tourismusstrategien erarbeitet. Beispiele sind der Hunsrück, das Wattenmeer (Dänemark, Deutschland, Niederlande) oder die Karpaten (Polen, Rumänien, Serbien, Slowakei, Tschechien, Ukraine, Ungarn).

## Tourismusziele in anderen Strategien
Es gibt zudem zahlreiche weitere politische Strategien, die in unterschiedlichem Umfang tourismusrelevante Ziele beinhalten:
- Partei-, Wahl- und Regierungsprogramme
- Nachhaltigkeitsstrategien: Agenda 21 (1992) und Implementierungsplan (2002) auf globaler Ebene, EU-Strategie für nachhaltige Entwicklung, nationale Nachhaltigkeitsstrategien, lokale Nachhaltigkeitsstrategien
- Biodiversitätsstrategien: Strategischer Plan der Biodiversitätskonvention (CBD), Biodiversitätsstrategie der EU[34], Nationale Biodiversitätsstrategien und -aktionspläne (NBSAP)
- Klimastrategien: Globale Bemühungen unter dem Dach der Klimarahmenkonvention der Vereinten Nationen (UNFCCC), Klimawandelanpassungsstrategie EU, nationale Klimawandelanpassungsstrategien

Der Verbände-Arbeitskreis „Tourismus und biologische Vielfalt“ veröffentlichte 2013 eine Gemeinsame Verbändestrategie zu Tourismus zur Unterstützung der „Nationalen Strategie zur biologischen Vielfalt“.